# Жмакова, Антонина Анатольевна
Антони́на Анато́льевна Жма́кова (род. 1942, Москва) — советская и российская актриса

 и певица. Заслуженная артистка РФ (1995).

## Биография
Родилась 26 июля 1942 года в Москве.
С детства мечтала и любила петь и танцевать, училась в музыкальной школе. После школы окончила Московское музыкальное училище имени Михаила Ипполитова-Иванова по классу классического вокала, затем поступила в ГИТИС, где училась по классу вокала у педагогов Доры Белявской и Бориса Покровского. Окончив вуз, работала в Ленинградском Театре музыкальной комедии, в котором сыграла в спектаклях: «Моя прекрасная леди», «Воскресенье в Риме», «Верка и алые паруса». В 1968—1972 годах служила в Московском театре им. В. Маяковского, где участвовала в постановках: «Дети Ванюшина» (постановка А. А. Гончарова), «Два товарища» (постановка А. А. Гончарова), «Соловьиная ночь» (постановка Е. Д. Табачникова), «Разгром» (постановка М. А. Захарова), «Мария» (постановка А. А. Гончарова).
В эстрадно-развлекательной телепередаче «Кабачок „13 стульев“» Жмакова много лет выступала в роли пани Беаты.
В 1972 году на Международном конкурсе эстрадной песни в Токио Антонине Жмаковой были присуждены специальный приз и золотая медаль за исполнение песни Анатолия Новикова «Звёздам навстречу». После такого успеха в качестве певицы Жмакова выступала во многих городах СССР и за рубежом. В 1974 году в сопровождении инструментального ансамбля «Мелодия» под управлением Георгия Гараняна она записала пластинку «Шум берёз», в которую вошли песни советских композиторов.
Затем Антонина Жмакова выступала в составе вокально-инструментального ансамбля «Поющие сердца», позже была солисткой рок-группы «Раунд» (1986—1987) и «Спрут» (1988—1990). В 1995 году в качестве художественного руководителя и солистки объединения коллективов современной музыки «Спрут» при Московском государственном концертном объединении «Москонцерт» она была удостоена звания Заслуженная артистка РФ.
Также А. А. Жмакова снималась в фильмах:
- 1965 — «Таёжный десант» — Зойка
- 1967 — «Татьянин день» — певица
- 1968 — «Беглец из „Янтарного“» — жена конструктора
- 1972 — «Инженер Прончатов» — Елена Максимовна Прончатова
- 1975 — «От зари до зари» — певица в ресторане
- 1981 — «Утро вечера мудренее» — Ирма
- 1982 — «Следствие ведут ЗнаТоКи. Он где-то здесь» — певица в ресторане
- 1987 — «Крейцерова соната» — кокотка

## Семья
Вдова Виктора Векштейна. Есть сын.